# 会津盆地西縁断層帯
会津盆地西縁断層帯（あいづぼんちせいえんだんそうたい）とは、福島県西部、会津盆地の西端に沿って南北に伸びる断層帯である。

## 概要
複数本の断層からなっており、断層の西側が隆起する逆断層とされる。北は喜多方市熱塩加納（あつしおかのう）地区相田付近から始まり、会津盆地の西端に沿うよう南へ伸び、会津坂下町塔寺付近を経て、会津美里町西本付近に至る延長約34kmの活断層帯である。
断層の西側が東側に対して相対的に隆起する逆断層で、一回あたりの変位量は2.5〜2.7m程度で、断層が一度に動いた場合の想定マグニチュードは 7.3 - 7.4、活動周期は3,800年毎といわれており、1611年の慶長会津地震の震源と考えられている。また会津美里町新鶴地区で断層面が扇状地に沿って大きく迂回しており、ここで北部断層と南部断層に分かれ、別な断層とする意見もある。
付随する断層として、加納断層、千咲原（せんさきはら）断層、会津坂本の断層などがある。
また、仮に慶長会津地震の震源だったとしても地震規模がM6.9程度であったことから、北部断層のみの活動だったことになるため、南部断層の活動記録の検証はもちろん今後の活動についても注意深い監視が必要となる。

## 活動歴と活動間隔
2006年に行われた調査によれば、形地質調査からは約5900百年前頃。
歴史記録に残る活動は、
- 1611年 - 慶長会津地震

活動間隔は、約7600年から9600年。